# Pireella fendleri
Pireella fendleri là một loài Rêu trong họ Pterobryaceae. Loài này được (Müll. Hal.) Cardot miêu tả khoa học đầu tiên năm 1913.